# Pasodoble

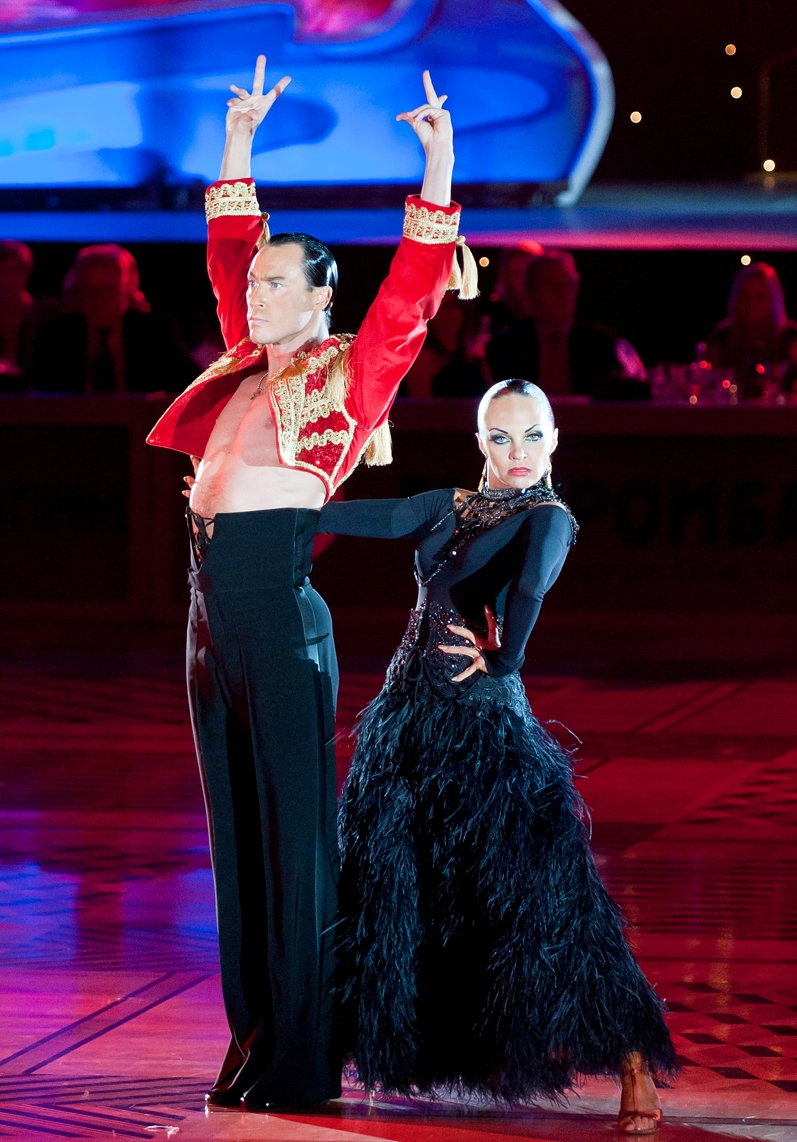

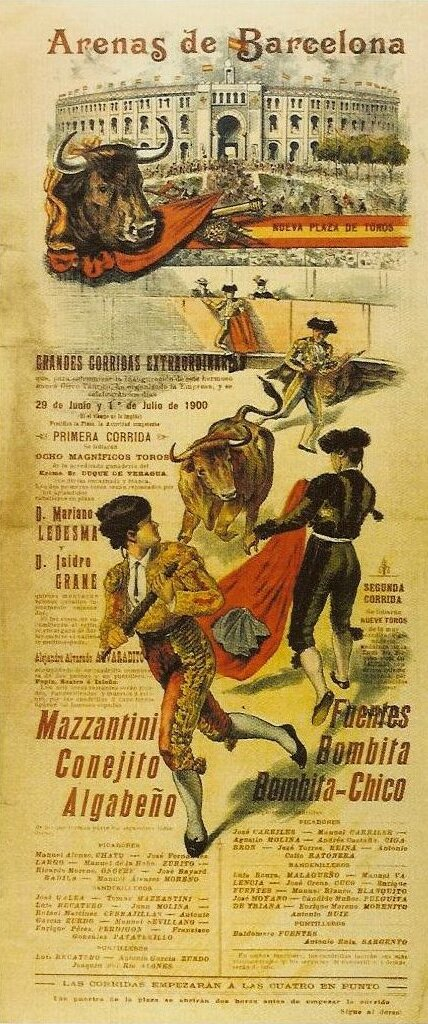

A pasodoble (ejtsd: [paszodoble], IPA [pasoˈðoβle]; jelentése: ’kettős lépés’) spanyol eredetű katonai induló. Zenei üteme: 2/4, tempója: 62 ütem/perc.
Így nevezik az ilyen zenére előadott táncot is, amely táncparketten ritkán látható, esetleg önállósult változatban színpadon. Az 1920-as években terjedt el bikaviadal-pantomim név alatt. Mai formáját Franciaországban alkották meg, ahol eleinte főleg táncművészek táncolták, mielőtt show-ként és később versenytáncként a tánctanárok felfedezték volna. Ebben az értelemben a pasodoble bikaviadalt jelképez, ahol a férfi a matador szerepét ölti magára, a nő pedig a piros kendőét. A férfi és a nő együtt mozog egy képzelt bika körül, miközben flamenco-elemeket és az arénabeli küzdelemre jellemző stilizált figurákat adnak elő. Alapja – mint a neve is utal rá – a paso doble, azaz a kettős lépés, a sarok és a féltalp hangsúlyos lehelyezése, valamint a ritmikus haladó lépések. Egyik jellemző eleme az ún. Appel, amely egy energikusan, talpon, helyben táncolt lépés, a térdek enyhe süllyesztésével. Az Appel gyakori bevezető lépése a különböző figuráknak.
A táncos karakterét nagymértékben meghatározza a bikaviadal-motívum. A férfitől, mint matadortól elvárják a csaknem elbizakodott büszkeséget, a merész elszántságot és eleganciát, a nőtől az öntudatos távolságtartást, a nagyfokú hajlékonyságot és gyorsaságot – mindezt a férfinak átengedett vezető szerep következményeként. A pasodoble a táncversenyeken a latin-amerikai versenyszámok körében – annak ellenére, hogy nem is latin-amerikai eredetű – a negyedik kötelező tánc, 1959 óta szerepel hivatalosan a versenyprogramban.
A legtöbbször játszott pasodoble Pascual Marquina Narro España cañí (1923) című műve.